# Ellingsenius
Ellingsenius es un género de arácnido del orden Pseudoscorpionida de la familia Cheliferidae.

## Especies
Las especies de este género son:
- Ellingsenius fulleri (Hewitt & Godfrey, 1929)
- Ellingsenius globosus Beier, 1962
- Ellingsenius hendricksi Vachon, 1954
- Ellingsenius indicus Chamberlin, 1932
- Ellingsenius perupustulatus Beier, 1962
- Ellingsenius sculpturatus (Lewis, 1903)
- Ellingsenius somalicus
- Ellingsenius ugandanus Beier, 1935